# Попівщина (Роменський район)
Попі́вщина — село в Україні, в Сумській області, Роменському районі. Населення становить 353 особи. Входить до складу Андріяшівської сільської громади. До 2017 орган місцевого самоврядування — Анастасівська сільська рада.

## Географія
Село знаходиться на відстані 3 км від села Анастасівка, за 1 км розташовані села Закубанка та Світівщина.
У селі бере початок річка Вільшана, права притока Хоролу.

## Історія
Село постраждало внаслідок голодоморів, проведених урядом СРСР у 1932—1933 та 1946—1947 роках.

## Економіка
- ТОВ «ім. Петровського».

## Соціальна сфера
- Школа І-ІІ ст.

## Уродженці села
- Барбар Аркадій Олексійович (1879—1937) — директор Департаменту охорони здоров'я УНР. Науковий співробітник НАН України.